# Миливој Рукавина
Миливој Рукавина (Оточац, код Госпића 16. јул 1916 — Загреб, 6. август 1999), учесник Народноослободилачке борбе и друштвено-политички радник СР Хрватске.

## Биографија
Др Миливој Рукавина био је правник, потпредседник Сабора СР Хрватске, посланик Организационог-политичког већа Сабора, председник Комисије Сабора за надзор рада службе државне сигурности. Право је дипломирао и докторирао на правном факултету у Загребу. За време студија у периоду од 1935. до 1937. био је секретар организације СКОЈ на истом факултету. Био је члан СКЈ од 1940, а у НОБ-У је учестовао од 1941. У току рата обављао је разне војне и војно-партијске дужности а поред осталог био је члан дивизијског комитета КПХ и секретар комитета приштапских јединица Главног штаба НОВ и ПОХ. После ослобођења био је повереник за унутрашње послове града Загреба, председник ГНО Загреба, јавни тужилац Хрватске, секретар и члан СИВ, члан Одбора за унутрашњу политику Извршног вијећа Хрватске, председник Комисије за унутрашњу политику СИВ, члан Правног савета СИВ итд. Биран је за посланика Организационо-политичког вијећа Сабора (1967—1969) и посланика Већа народа Савезне скупштине. Био члан бироа Градског комитета КПХ Загреб, члан ЦК СК Хрватске, члан руководства ССРН Хрватске и Југославије итд. Био је члан самоуправних органа многих правних институција и члан савета Свеучилишта у Загребу.
Аутор је књиге "За реформу Хрватског свеучилишта".

## Одликовања
- Орден братства и јединства са златним венцем
- Орден Републике са златним венцем